# Minecraft: Dungeons
Minecraft: Dungeons (укр. Майнкрафт: Підземелля) — відеогра, розроблена компаніями Mojang Studios і Double Eleven та видана Xbox Game Studios. Є третьою грою у серії Minecraft. Анонсована 29 вересня 2018 на MineCon Earth. Випуск гри був 26 травня 2020 року на Xbox, PS4, Nintendo Switch i Windows (PC).
Гра отримала змішані відгуки, у яких відзначались сильна візуальна і музикальна сторони, простий ігровий процес і недостатньо глибока історія.

## Ігровий процес
Гра підтримує мультиплеєр до чотирьох гравців (поряд зі стандартною однокористувацькою грою) і містить в собі різні нові види зброї, предметів і мобів, оточення, яке можна дослідити, а також всеосяжний квест, в ході якого гравці будуть протистояти ворогові, званому Архі-злодіянином (англ. Arch-Illager). У грі будуть присутні певні квести і локації, а також процедурно згенеровані елементи.
На виставці E3 2019 нам показали вже новий трейлер Minecraft: Dungeons, в якому продемонстрували геймплей гри, зокрема і цікавий інтерфейс інвентарю. У грі є два типи валюти — смарагди (для торгівлі з жителями селищ) і монети зачарування у вигляді фіолетового ромба, призначені для зачарування зброї чи броні. Упродовж гри гравець може збирати артефакти, що дозволяють використовувати певні спеціальні прийоми (раз у певний проміжок часу). Наприклад, «піростріла» дозволяє вистрілити вибуховою стрілою раз у 30 секунд.
У грі відсутня система класів, натомість гравець повинен сам комбінувати види зброї, обладунків, їхні зачарування під свій лад.

## Сюжет
В епоху великих пригод і небезпек знедолений злодіянин (англ. illager), вигнаний зі свого войовничого народу шукав притулок. Проте, куди б він не йшов, усюди зустрічав тільки ненависть у свій бік. Розгніваний таким ставленням до себе, злодіянин пішов світ за очі, допоки не знайшов те, що змінило його назавжди — Сферу Панування. Захоплений злом, що панувала у його серці, він змусив усіх навколо підкорятися йому, а ті, хто пручатиметься будуть жорстоко покарані. Він почав зватися Архізлодіянином (англ. Arch-Illager) та сіяти хаос у навколишніх землях, руйнуючи селища.
Головний герой (або герої) беруться за серйозне завдання — позбутися цього зла навіки. Для цього він прокладає шлях через занепалі селища і стратегічні точки ворожої армії до фортеці лиходія. Спершу він очищає одне із сіл на Узбережжі кальмарів і облаштовує там невеликий табір. Наступні ж пригоди розгортатимуться у Лісах кріперів і Моторошній Крипті, де протагоніст визволяє з полону селян і очищає підземелля лиходіїв відповідно. На рівні Мокрих боліт гравцеві прийдеться знищити відьмине поселення, яке постачало солдатам численні зілля. Далі герой вирушає до Каньйона кактусів, де знаходиться вхід до давнього пустельного храму. Тут приховується могутній некромант Безіменний, що володіє зачарованим посохом, здатен викликати армію нежиті. Архізлодіянин прагне отримати артефакт, проте головному героєві вдається знищити посох раніше.
Гравець добирається до Редстоунових шахт, де визволяє поневолених селян і Полум'яної кузні, де перевантажує сердечники й знищує кузню, що виготовляла страхітливі машини, створені з редстоуну. У Високоблочних залах лиходії влаштовують вечірку і гравець її зриває, проходячи до тронного залу, де сидить Архізлодіянин. Королівська варта затримує героя, поки злодіянин тікає до Обсидіанових вершин, високо у хмарах. Упоравшись з солдатами, протагоніст переслідує і перемагає Архізлодіянина, але з його посоху виривається невідома потужна сила, названа Серцем Краю. Після перемоги над нею Сферу Панування розриває на шматки і до головного лиходія повертається здоровий глузд, герої пробачають його і разом вони святкують перемогу.
Через певний час Сфера складається назад і, згідно з анонсованими доповненнями , таємнича сила потрапить в інші куточки кубічного світу Minecraft.

## Розробка
Minecraft: Dungeons створена компанією Mojang Studios⁣, але видана Xbox Games Studios.За допомогою рушія Unreal Engine 4 для платформ Xbox One, Microsoft Windows, PlayStation 4 та Nintendo Switch. Керівником проєкту виступив Менс Олсен. Розробкою версій на консолях також займалася Double Eleven.
Зважаючи на успіх оригінального Minecraft, Mojang Studios задумалися про інші можливі ігри, які могли б розширити всесвіт Minecraft. Експериментуючи з різними ідеями, спочатку гра мала тільки однокористувацьку гру у підземельних локаціях, натхненними серією ігор The Legend of Zelda. Однак, у процесі розробки, ці елементи були змінені. Наприклад, додавши багатокористувацькі функції, команда розробників зрозуміла, що ці зміни зробили гру більш веселою. За словами режисера Менса Олсена, гра була натхненна Diablo і Torchlight, а також кооперативними шутерами від першої особи, на кшталт Warhammer: End Times — Vermintide і Left 4 Dead.
Однією з головних проблем, з якою зіткнулася команда розробників, було питання адаптації ігрового процесу підземелля у світ Minecraft. Оскільки персонажі Minecraft не мали яких-небудь особливих природжених здібностей, Mojang Studios довелось придумати альтернативи таким речам, як класи персонажів, що зазвичай характерні для ігор цього жанру. Так з'явилась зброя та броня, які дали змогу гравцеві підлаштовувати силу на свій лад.
Minecraft: Dungeons була анонсована 29 вересня 2018 року під час трансляції MineCon Earth. Під час виставки E3 2019 розробники представили геймплейний ролик.

## Реліз
Відеогра вийшла 26 травня 2020 року, хоча спершу її дата виходу була запланована на квітень. Закритий бета-тест (містить перші 4 рівні) розпочався 25 березня того ж року.
На разі доступні «Standard Edition» і «Hero Edition». Остання включає DLC-пакети та невеликі доповнення (плащ, курка у вигляді вихованця і 2 ексклюзивні скіни).

## Доповнення
29 травня 2020 року було офіційно анонсовано, що гра у майбутньому буде оновлюватись, додаючи новий контент для всіх гравців. Основними доповненнями будуть Jungle Awakens (укр. Джунглі пробуджуються) і Creeping Winter (укр. Повзуча зима), які вийдуть упродовж 2020 року і матимуть на меті продовжити чи доповнити сюжет основної кампанії.

### Jungle Awakens
Дата виходу: 1 липня 2020. Включатиме 3 нові сюжетні рівні, події яких розгортатимуться серед ліан таємничих джунглів, де прокидається нова містична сила. Гравцеві будуть доступні нові костюми, зброя й артефакти, тематично зв'язаних з дикими тропічними лісами.

### Creeping Winter
Дата виходу: 1 вересня 2020. Сюжет відбуватиметься у засніженій тундрі. Доповнення теж міститиме нову броню, зброю та артефакти.